# Joachim Schubart
Joachim Schubart, född den 5 augusti 1928 i Berlin, är en tysk astronom.
Schubart studerade astronomi vid Humboldt-Universität zu Berlin och vid Babelsberg-observatoriet. Han avslutade studierna på grundnivå som diplomastronom 1952 med arbetet Refraktion und mittlerer täglicher Temperaturgang. År 1955 promoverades han efter att ha framlagt doktorsavhandlingen Untersuchungen über periodische Lösungen im Dreikörperproblem. Schubart arbetade därefter vid Sonneberg-observatoriet och från 1961 vid Astronomisches Rechen-Institut i Heidelberg.
År 1967 habiliterade han sig. År 1960 upptäckte han i Sonneberg den lilla asteroiden 2000 Herschel och 1961 i Tautenburg 4724 Brocken tillsammans med Cuno Hoffmeister.
Den av Paul Wild 1973 i Bern upptäckta småplaneten 1911 Schubart uppkallades efter honom.

## Asteroider upptäckta av Joachim Schubart
| 2000 Herschel                                | 29 juli 1960    |
| 4724 Brocken [A]                             | 18 januari 1961 |
| Upptäckt tillsammans med: A Cuno Hoffmeister |                 |